# Élections municipales de 2001 dans les Laurentides
Les élections municipales québécoises de 2001 se déroulent le 4 novembre 2001. Elles permettent d'élire les maires et les conseillers de chacune des municipalités locales du Québec, ainsi que les préfets de quelques municipalités régionales de comté.

## Laurentides

### Amherst
| Poste/District              | Élu        | Type d'élection |
| --------------------------- | ---------- | --------------- |
| Maire                       | André Lord | Scrutin         |
| Taux de participation: 61 % |            |                 |

### Arundel
| Poste/District             | Élu            | Type d'élection |
| -------------------------- | -------------- | --------------- |
| Maire                      | David Flanagan | Sans opposition |
| Taux de participation: n/a |                |                 |

### Blainville
| Poste/District              | Élu            | Type d'élection |
| --------------------------- | -------------- | --------------- |
| Maire                       | Pierre Gingras | Scrutin         |
| Taux de participation: 52 % |                |                 |

### Bois-des-Filion
| Poste/District              | Élu           | Type d'élection |
| --------------------------- | ------------- | --------------- |
| Maire                       | Paul Larocque | Scrutin         |
| Taux de participation: 56 % |               |                 |

### Chute-Saint-Philippe
| Poste/District              | Élu                   | Type d'élection |
| --------------------------- | --------------------- | --------------- |
| Maire                       | Jean-Jacques Paquette | Scrutin         |
| Taux de participation: 60 % |                       |                 |

### Ferme-Neuve
| Poste/District              | Élu           | Type d'élection |
| --------------------------- | ------------- | --------------- |
| Maire                       | Sylvain Leduc | Scrutin         |
| Taux de participation: 63 % |               |                 |

### Gore
| Poste/District             | Élu        | Type d'élection |
| -------------------------- | ---------- | --------------- |
| Maire                      | Ron Kelley | Sans opposition |
| Taux de participation: n/a |            |                 |

### Harrington
| Poste/District              | Élu          | Type d'élection |
| --------------------------- | ------------ | --------------- |
| Maire                       | Ellen Lakoff | Scrutin         |
| Taux de participation: 39 % |              |                 |

### Huberdeau
| Poste/District              | Élu            | Type d'élection |
| --------------------------- | -------------- | --------------- |
| Maire                       | André Lanthier | Scrutin         |
| Taux de participation: 54 % |                |                 |

### Kiamika
| Poste/District              | Élu            | Type d'élection |
| --------------------------- | -------------- | --------------- |
| Maire                       | Michel Mongeau | Scrutin         |
| Taux de participation: 66 % |                |                 |

### L'Ascension
| Poste/District             | Élu           | Type d'élection |
| -------------------------- | ------------- | --------------- |
| Maire                      | Yves Meilleur | Sans opposition |
| Taux de participation: n/a |               |                 |

### La Conception
| Poste/District             | Élu             | Type d'élection |
| -------------------------- | --------------- | --------------- |
| Maire                      | Gilles Bélanger | Sans opposition |
| Taux de participation: n/a |                 |                 |

### La Minerve
| Poste/District             | Élu            | Type d'élection |
| -------------------------- | -------------- | --------------- |
| Maire                      | Gilbert Forget | Sans opposition |
| Taux de participation: n/a |                |                 |

### Lac-des-Seize-Îles
| Poste/District              | Élu             | Type d'élection |
| --------------------------- | --------------- | --------------- |
| Maire                       | Maurice Leclair | Scrutin         |
| Taux de participation: 69 % |                 |                 |

### Lac-Saguay
| Poste/District             | Élu                      | Type d'élection |
| -------------------------- | ------------------------ | --------------- |
| Maire                      | Francine Asselin-Bélisle | Sans opposition |
| Taux de participation: n/a |                          |                 |

### Lac-Saint-Paul
| Poste/District             | Élu           | Type d'élection |
| -------------------------- | ------------- | --------------- |
| Maire                      | Jean Coulombe | Sans opposition |
| Taux de participation: n/a |               |                 |

### Lac-Supérieur
| Poste/District              | Élu             | Type d'élection |
| --------------------------- | --------------- | --------------- |
| Maire                       | Monique Grenier | Scrutin         |
| Taux de participation: 57 % |                 |                 |

### Lantier
| Poste/District             | Élu             | Type d'élection |
| -------------------------- | --------------- | --------------- |
| Maire                      | Armand McDonald | Sans opposition |
| Taux de participation: n/a |                 |                 |

### Mille-Isles
| Poste/District             | Élu         | Type d'élection |
| -------------------------- | ----------- | --------------- |
| Maire                      | Richard Cyr | Sans opposition |
| Taux de participation: n/a |             |                 |

### Mont-Saint-Michel
| Poste/District             | Élu            | Type d'élection |
| -------------------------- | -------------- | --------------- |
| Maire                      | Roger Lapointe | Sans opposition |
| Taux de participation: n/a |                |                 |

### Montcalm
| Poste/District              | Élu           | Type d'élection |
| --------------------------- | ------------- | --------------- |
| Maire                       | Steven Larose | Sans opposition |
| Taux de participation: 61 % |               |                 |

### Morin-Heights
| Poste/District              | Élu           | Type d'élection |
| --------------------------- | ------------- | --------------- |
| Maire                       | Michel Plante | Scrutin         |
| Taux de participation: 53 % |               |                 |

### Notre-Dame-de-Pontmain
| Poste/District              | Élu          | Type d'élection |
| --------------------------- | ------------ | --------------- |
| Maire                       | Lyz Beaulieu | Scrutin         |
| Taux de participation: 75 % |              |                 |

### Notre-Dame-du-Laus
| Poste/District              | Élu        | Type d'élection |
| --------------------------- | ---------- | --------------- |
| Maire                       | Ken Ménard | Scrutin         |
| Taux de participation: 60 % |            |                 |

### Saint-Adolphe-d'Howard
| Poste/District              | Élu              | Type d'élection |
| --------------------------- | ---------------- | --------------- |
| Maire                       | Jean-J. Brossard | Scrutin         |
| Taux de participation: 59 % |                  |                 |

### Saint-Colomban
| Poste/District              | Élu                | Type d'élection |
| --------------------------- | ------------------ | --------------- |
| Maire                       | Roland Charbonneau | Scrutin         |
| Taux de participation: 38 % |                    |                 |

### Saint-Hippolyte
| Poste/District             | Élu          | Type d'élection |
| -------------------------- | ------------ | --------------- |
| Maire                      | Yves St-Onge | Sans opposition |
| Taux de participation: n/a |              |                 |

### Saint-Jérôme
| Poste/District              | Élu         | Type d'élection |
| --------------------------- | ----------- | --------------- |
| Maire                       | Marc Gascon | Sans opposition |
| Taux de participation: 49 % |             |                 |

### Sainte-Adèle
| Poste/District              | Élu                | Type d'élection |
| --------------------------- | ------------------ | --------------- |
| Maire                       | Jean-Paul Cardinal | Scrutin         |
| Taux de participation: 43 % |                    |                 |

### Sainte-Anne-du-Lac
| Poste/District             | Élu             | Type d'élection |
| -------------------------- | --------------- | --------------- |
| Maire                      | Aimé Lachapelle | Sans opposition |
| Taux de participation: n/a |                 |                 |

### Sainte-Lucie-des-Laurentides
| Poste/District              | Élu               | Type d'élection |
| --------------------------- | ----------------- | --------------- |
| Maire                       | Denis Deslauriers | Scrutin         |
| Taux de participation: 66 % |                   |                 |

### Sainte-Marguerite—Estérel
| Poste/District              | Élu               | Type d'élection |
| --------------------------- | ----------------- | --------------- |
| Maire                       | Violette Gauthier | Scrutin         |
| Taux de participation: 55 % |                   |                 |

### Sainte-Sophie
| Poste/District             | Élu         | Type d'élection |
| -------------------------- | ----------- | --------------- |
| Maire                      | Yvon Brière | Sans opposition |
| Taux de participation: n/a |             |                 |

### Wentworth
| Poste/District             | Élu            | Type d'élection |
| -------------------------- | -------------- | --------------- |
| Maire                      | Marcel Raymond | Sans opposition |
| Taux de participation: n/a |                |                 |